# Kazimierz Kuratowski
Kazimierz Kuratowski (2. února 1896, Varšava — 18. června 1980, Varšava) byl polský matematik. Zabýval se topologií a teorií množin.

## Život
Kuratowski se narodil ve Varšavě nacházející se tehdy v ruské části rozděleného Polska. Jeho otec byl přední varšavský právník. Roku 1913 odešel mladý Kazimierz do Skotska studovat strojní fakultu na univerzitě v Glasgow. Když se vrátil roku 1914 na prázdniny domů, znemožnilo mu vypuknutí první světové války odjezd zpět do Skotska a pokračování ve studiu. Roku 1915 však byla Varšava dobyta německo-rakouskou armádou a byla znovuotevřena Varšavská univerzita uzavřená za nadvlády Ruska. Kuratowski nastoupil ke studiu na ní hned, jak to bylo možné – nyní však již na obor matematika. Roku 1921 získal v tomto oboru doktorát a roku 1927 nastoupil jako profesor na polytechnice ve Lvově. Roku 1934 se stal profesorem na varšavské univerzitě. Od roku 1952 byl členem polské akademie věd, mezi lety 1948 a 1967 ředitelem jejího matematického ústavu.
Byl členem prominentní skupiny polských matematiků, kteří se scházeli v Kawiarnia Szkocka (Skotská kavárna).

## Přínos matematice
Kuratowski se věnoval zejména obecné topologii a teorii metrických prostorů. Spolu s Alfredem Tarskim a Wacławem Sierpińskim položili základy pojmu dnes nazývaného polský prostor. Charakterizoval Hausdorffovy prostory pomocí tzv. Kuratowského axiomů uzávěru, podal nutnou a postačující podmínku pro rovinnost grafu (viz Kuratowského věta). Roku 1922 dokázal Zornovo lemma (z axiomu výběru). V teorii množin dodnes přetrvává Kuratowského myšlenka ztotožnění uspořádané dvojice {\displaystyle \,(x,y)} s množinou {\displaystyle \,\{\{x\},\{x,y\}\}}. Vytvořil také tzv. Tarski-Kuratowského algoritmus.